# 般阳路街道
般阳路街道，是中华人民共和国山東省淄博市淄川区下辖的一个乡镇级行政单位。

## 行政区划
般阳路街道下辖以下地区：
城里社区、城一社区、城二社区、东升社区、般龙社区、般阳社区、杏花社区、东关社区、开河社区、后来社区和窑头社区。

## 人口
2010年中国第六次人口普查时，般阳路街道共有人口60348人。共有家庭19668户，平均每户2.70人。14岁以下的少年儿童共8699人，占总人口14.41%；15-64岁人口共47849人，占总人口79.28%；65岁及以上的老年人共3800人，占总人口的6.296%。男性共计29770人，占总人口49.33%；女性共计30578，占总人口50.66%。本地居住的人口中，拥有本地户籍的人口为39081人，占64.75%。